# Соляной туман
Соляной туман — стандартизованный метод тестирования, используемый для определения коррозионной стойкости защитных покрытий. Покрытия защищают от коррозии изделия из стали, бронзы и других материалов. Поскольку покрытия являются достаточно стойкими к коррозии в обычных условиях, был разработан способ, позволяющий провести ускоренные испытания стойкости покрытия. Через определённое время выдержки образца в тумане проверяют, не появились ли продукты коррозии — оксиды. Продолжительность теста зависит от коррозионной стойкости покрытия; чем более стойкое к коррозии покрытие исследуется, тем большее время оно не должно показывать следов коррозии.
Тестирование соляным туманом популярно, поскольку оно дёшево, быстро, хорошо стандартизовано и показывает достаточно повторяемые результаты. Однако корреляция между стойкостью в соляном тумане и ожидаемой жизнью покрытия довольно слаба, поскольку коррозия — достаточно сложный процесс и на неё влияет множество других факторов.
Тем не менее тестирование соляным туманом широко применяется в промышленности для оценки коррозионной стойкости поверхностей и изделий с покрытиями.

## Оборудование для тестирования
Устройство для тестирования состоит из герметично закрытой камеры, в которой через сопло распыляют раствор соли (в основном, раствор хлорида натрия). Испытательная камера должна быть изготовлена из материалов, не подверженных коррозионному воздействию соляного тумана. Поскольку равномерно коррозионную атмосферу довольно трудно поддерживать в объёме менее 400 литров, в качестве минимально допустимого для камеры стандартами — как ныне действующими ASTM-B-117 и ISO 9227 так и отменённым DIN 50021 принят именно этот объём. Хотя известны камеры размером от 260 до 58300 литров, большинство коммерчески доступных установок изготавливают размером от 420 до 4500 литров.

## Тестирование
Тесты, выполняемые с 5 % раствором {\displaystyle {\ce {NaCl}}}, называют англ. NSS (neutral salt spray) — нейтральный соляной туман. Результаты выражают обычно в часах, проведённых в NSS без появления продуктов коррозии (например, 720 час в NSS по ISO 9227). Другие применимые растворы — уксусная кислота — тест ASS англ.  acetic salt spray и уксусная кислота с хлоридом меди — тест CASS, применяемые для оценки декоративных покрытий, например гальванические медь-никель-хром, медь-никель, анодированный алюминий.
Стандарт ISO 9227 не рекомендует проводить тесты ASS или CASS в той же камере, что NSS, поскольку полностью очистить камеру от следов уксусной кислоты очень сложно, однако в стандарте ASTM это не указано.

## Стандартизация
Конструкция камеры, процедура и основные параметры тестирования (температура, давление, концентрация раствора, pH) описаны в стандартах ASTM B 117 и ISO 9227. Для подтверждения соответствия процедуры тестирования стандарту необходимо ежедневно проверять и фиксировать эти параметры.
Однако стандарты не указывают требуемой продолжительности тестирования, и не описывают, какие проявления коррозии считать допустимыми. Эти требования согласуются производителем и потребителем. Например, в автомобильной промышленности такие требования указываются в спецификациях.
Время тестирования различается для разных видов покрытий. Например, оцинкованная и пассивированная сталь может выдержать 96 часов в соляном тумане до появления белой ржавчины. Изделия с гальваническим цинк-никелированием выдерживают более 720 часов теста NSS (или 48 часов теста CASS) до появления красной ржавчины.
Требования заказчика устанавливают минимальное время пребывания образца в соляном тумане без появления ржавчины.

## Использование
Обычно с помощью этих методов тестируют покрытия:
- Фосфатированные поверхности (с последующими окраской/лакированием/грунтовкой);
- Электролитическое цинкование — см. ISO 4042;
- Неэлектролитические цинк-ламельные[6] покрытия — см. ГОСТ Р ИСО 10683-2013, (en:Zinc flake coating);
- Гальванические хром, никель, медь, олово;
- Холодное цинкование;
- Покрытия, наносимые методами газотермического напыления.

Горячеоцинкованные поверхности обычно не испытывают этим методом (см. ISO 1461 или ISO 10684). Горячее цинкование производит при контакте с атмосферой карбонаты цинка, которые и защищают металл от коррозии. В соляной камере карбонаты не образуются, поэтому тесты были бы непоказательными. См. ISO 9223.
Поверхности, которые были окрашены после цинкования, могут тестироваться этим методом. См. ISO 12944-6.
Тестирование может продолжаться от нескольких часов (например, от 8 до 24 часов для фосфатированной стали), дней (240 часов для пассивированного гальванического цинка) до более чем месяца (например, 720, 960 и более часов для цинк-никелевых, цинк-ламельных и некоторых толстых холодноцинковых покрытий).
Тест особенно распространён в автомобильной, строительной и аэрокосмической отраслях.